# Cordia aspera
Cordia aspera là loài thực vật có hoa trong họ Mồ hôi. Loài này được G.Forst. mô tả khoa học đầu tiên năm 1786.